# Língua angal
Angal, ou Mendis, é uma língua Engana falada por cerca 80 mil pessoas do povp Wolla nas Terras Altas do Sul,  Papua-Nova Guiné.
Trata-se de uma língua pandanus usada na colheita de nozes karuka.